# Ô Nhã Thúc
Hoàn Nhan Ô Nhã Thúc (giản thể: 完颜乌雅束; phồn thể: 完顏烏雅束; bính âm: Wányán Wūyǎshù 1061–1113, cai trị 1104–1113) là tù trưởng đô bột cực liệt của bộ lạc Hoàn Nhan của người Nữ Chân. Ông có tên chữ là Mao Lộ Hoàn (毛路完), là cháu của Hoàn Nhan Ô Cốt Nãi, trưởng tử của Hoàn Nhan Hặc Lý Bát, là anh trai Kim Thái Tổ Hoàn Nhan A Cốt Đả. Ông lãnh đạo bộ lạc từ 1103-1113, được hậu thế truy phong là Khang Tông (康宗).
Ô Nhã Thúc sinh vào năm 1061 và kế thừa chức tù trưởng từ thúc phụ là Hoàn Nhan Doanh Ca (完顔盈歌, sau được truy miếu hiệu Mục Tông) vào năm 1104. Mục Tông qua đời khi đang chinh phục Hạt Lãn Điện (曷懶甸, nay thuộc Hàm Kính, Bắc Triều Tiên) sau khi đã bình định lưu vực sông Đồ Môn, Ô Nhã Thúc tiếp tục đại nghiệp vào năm sau. Theo lệnh của ông, Thạch Thích Hoan (石適歡) dẫn đầu quân Nữ Chân ở lưu vực sông Đồ Môn, chinh phục người Nữ Chân tại Hạt Lãn Điện và tiến về phía nam để đuổi theo 1.800 người đã đào thoát sang Cao Ly. Cao Ly không trao trả những người này và cử Lâm Cán (林幹, Im Gan) đi chặn quân Nữ Chân. Tuy nhiên, Thạch Thích Hoan đã đánh bại Lâm Cán ở thành Định Bình (Chŏngp'yŏng) và xâm chiếm vùng biên giới đông bắc Cao Ly. Cao Ly cử Doãn Quán (尹瓘, Yun Gwan) đi đánh dẹp song lại gặp thất bại. Kết quả là Ô Nhã Thúc khuất phục được người Nữ Chân tại Hạt Lãn Điện.
Năm 1107, Cao Ly cử sứ thần Hắc Hoan Phương Thạch (黑歡方石) đến tán dương việc Hoàn Nhan Ô Nhã Thúc trở thành tù trưởng của bộ lạc Hoàn Nhan, và hứa sẽ trao trả những người Nữ Chân Hạt Lãn Điện đào thoát đến Cao Ly. Tuy nhiên, khi Hoàn Nhan A Quát (完顏阿聒) và Ô Lâm Đáp Thắng Côn (烏林答勝昆) đến Cao Ly, họ đã bị sát hại và Cao Ly phái 5 đội quân lớn do Doãn Quán chỉ huy đến Hạt Lãn Điện. Quân Cao Ly tàn phá hàng trăm trại của người Nữ Chân và cho xây chín thành ở đây. Hoàn nhan Ô Nhã Thúc đã nghĩ đến việc từ bỏ Hạt Lãn Điện, song Hoàn Nhan A Cốt Đả đã thuyết phục ông cử Hoàn Nhan Oát Tái (完顔斡賽) đi đánh Cao Ly. Oát Tái cũng cho xây chín thành đối diện với chín thành của Cao Ly. Sau một năm chiến tranh, quân Hoàn Nhan lấy được hai thành và loại bỏ quân tiếp việc của Cao Ly. Cao Ly và Nữ Chân sau đó đạt được thỏa thuận, theo đó Cao Ly rút quân khỏi khu vực.
Ông cũng bình định lưu vực sông sông Tuy Phân. Sau khi mất năm 1113, người em trai là A Cốt Đả kế vị.